# KOP (groupe)
Pour les articles homonymes, voir Kop.
KOP est un groupe espagnol de punk hardcore et metal, originaire de Badia del Vallès, en Catalogne.

## Histoire
Au début des années 1990, un mouvement musical émerge, s'affirmant en marge de l'institutionnalisation dont le rock catalan avait souffert. Cette génération musicale se reflète largement dans le rock radical basque et s'affirme comme un rock combatif catalan. Ce mouvement, fortement marqué par un discours anticapitaliste et indépendantiste, se diffuse dans les centres sociaux libérés et les espaces alternatifs, et s'inspire de mouvements sociaux et de groupes tels que KOP, Inadaptats ou Obrint Pas.
Le premier album du groupe, Internacionalista, sort en 1999. Le titre le plus connu, Freedom, compte la participation de Fermin Muguruza, un grand ami du groupe. En 2001, ils sortent Ofensiva, aux sonorités plus techno, mais tout aussi percutantes, et le même été, ils assurent la première partie de Soulfly, le groupe de Max Cavalera, ancien chanteur de Sepultura. Cependant, début septembre, la carrière musicale du groupe est interrompue par l'arrestation de leur chanteur, Juan Ramón Rodríguez « JuanRa », accusé d'avoir transmis des informations au commando barcelonais de l'ETA au sujet de Pedro Varela, propriétaire de la librairie Europa et leader du groupe néonazi CEDADE. Il est placé sur la liste des personnes recherchées par la Garde civile. En janvier 2002, il est arrêté aux Pays-Bas. Extradé, jugé à Madrid, il est condamné à cinq ans de prison pour collaboration avec une bande armée.
En mai 2007, JuanRa reconstitue le groupe, dont il reste le seul membre original. En 2010, il sort Acció directa.

## Discographie
- 1999 : Internacionalista
- 2000 : Ez Etsi (single)
- 2001 : Ofensiva
- 2007 : Nostrat
- 2010 : Acció directa
- 2014 : Som la fúria (single)
- 2016 : Radikal
- 2018 : Revolta
- 2020 : Per tots els focs que recordo[5]